# Nou Mestalla
El Nou Mestalla, todavía sin denominación oficial, es un futuro estadio de fútbol en fase de construcción de la ciudad de Valencia (España) que a la finalización de sus obras pasará a ser el nuevo campo del Valencia Club de Fútbol, sustituyendo así al estadio centenario de Mestalla. 
La construcción se inició en el 2007, pero fue paralizada en febrero de 2009. Y no fue hasta el 10 de enero de 2025 cuando se reanudaron las obras con fecha de finalización prevista para el verano de 2027.

## Introducción
El proyecto del nuevo estadio valencianista fue promovido por el presidente y máximo accionista del club entre los años 2004 y 2008, Juan Bautista Soler, para poner al club a la vanguardia europea y mundial con un estadio acorde a los nuevos tiempos y a los éxitos nacionales e internacionales que estaba consiguiendo el club los años anteriores.
El proyecto fue presentado en sociedad el 10 de noviembre de 2006 en el Museo Príncipe Felipe de la Ciudad de las Artes y las Ciencias. La maqueta del futuro estadio fue destapada a la vez por el entonces presidente de la Generalidad Valenciana, Francisco Camps, y la entonces alcaldesa de la ciudad, Rita Barberá, ante la atenta mirada de Juan Bautista Soler, presidente y máximo accionista del club. La financiación del proyecto iba a correr a cargo íntegramente por parte el club gracias a un crédito de Bancaja y a la hipotética futura venta de las parcelas del viejo Mestalla.
El 1 de agosto de 2007 comenzaron las obras en el solar situado en la moderna avenida de las Cortes Valencianas.

## El Estadio
En el proyecto inicial, en la fachada se representarán los barrios de Valencia y el río Turia a su paso por la ciudad, una forma original de plasmar la ciudad en el diseño de la cubierta. Fue diseñado inicialmente con una capacidad para 75.100 espectadores y para poder albergar competiciones de atletismo, requisito propuesto por el Ayuntamiento de Valencia. Según el proyecto inicial será un estadio de 5 estrellas de la UEFA. Tendría 3500 plazas de aparcamiento, zona de ocio, un museo sobre la historia del club, diferentes zonas vip y un auditorio para asambleas y reuniones. 
El diseño definitivo se desconoce al estar en fase de estudio por los actuales dirigentes del club valencianista, que se encuentra trabajando junto al arquitecto Marck Fenwick en la eliminación de la pista de atletismo y el aprovechamiento máximo de cada espacio del estadio.

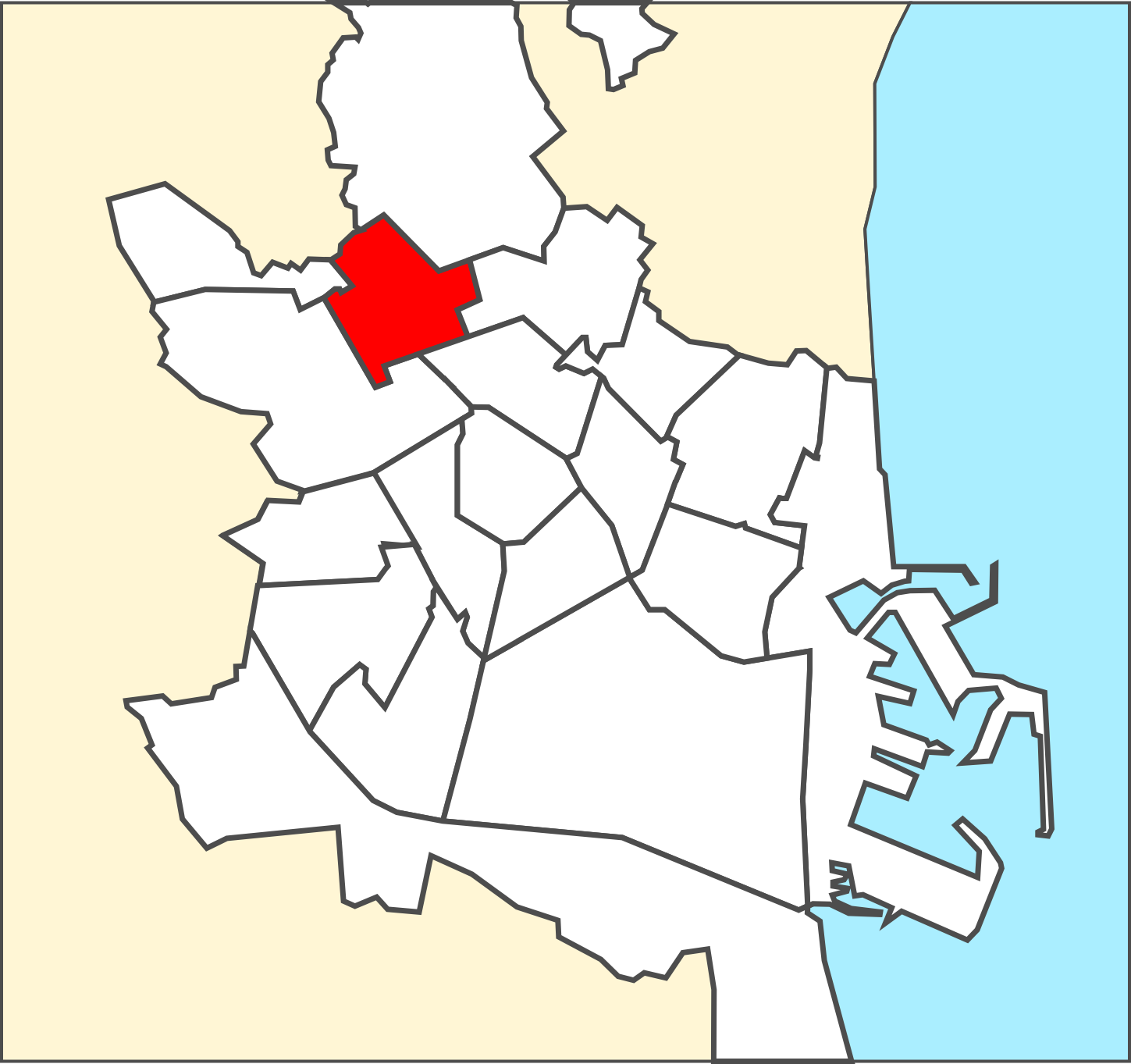
Distrito de Benicalap (Valencia)

### Localización
Se encuentra al oeste del barrio de Benicalap, situado al noroeste de la ciudad, concretamente en la parcela ubicada entre la avenida de las Cortes Valencianas y las calles de La Safor, del Doctor Nicasio Benlloch y de los Amigos del Corpus. Justo al lado se encuentra la rotonda de la Dama Ibérica, una gran escultura de Manolo Valdés que homenajea a la Dama de Elche. Esta zona, de reciente expansión de la ciudad hacia la autovía del Turia o Pista de Ademuz, dispone de varios hoteles, el hospital Arnau de Vilanova y el afamado Palau de Congressos de Valencia.

### Accesos
En la actualidad se puede llegar al estadio en transporte público a través del metro desde las estación de Beniferri (línea 1 y línea 2), en tranvía desde la estación Garbí (línea 4) y en autobús desde las líneas 28, 62, 64, 94, 99 y N3.

## Construcción
La UTE, formada por FCC y Grupo Bertolín, comenzó las obras el 1 de agosto de 2007, que en principio estaban previstas terminar en agosto de 2010 y una vez terminadas empezarían las obras de demolición del viejo Mestalla.
Durante la construcción, el día 26 de mayo de 2008, en las obras ocurrió un trágico accidente en el que murieron 4 trabajadores durante las labores de montaje del estructurado metálico para encofrar, a causa del desplome de la estructura de sujeción del muro pantalla de una de las 10 torres principales. Tres de ellos, que estaban instalando la estructura, se precipitaron al vacío 12 metros, y el cuarto se encontraba en el piso de abajo supervisando la operación y le cayeron todos los andamios encima sin poder reaccionar a tiempo.

### Paralización de las obras

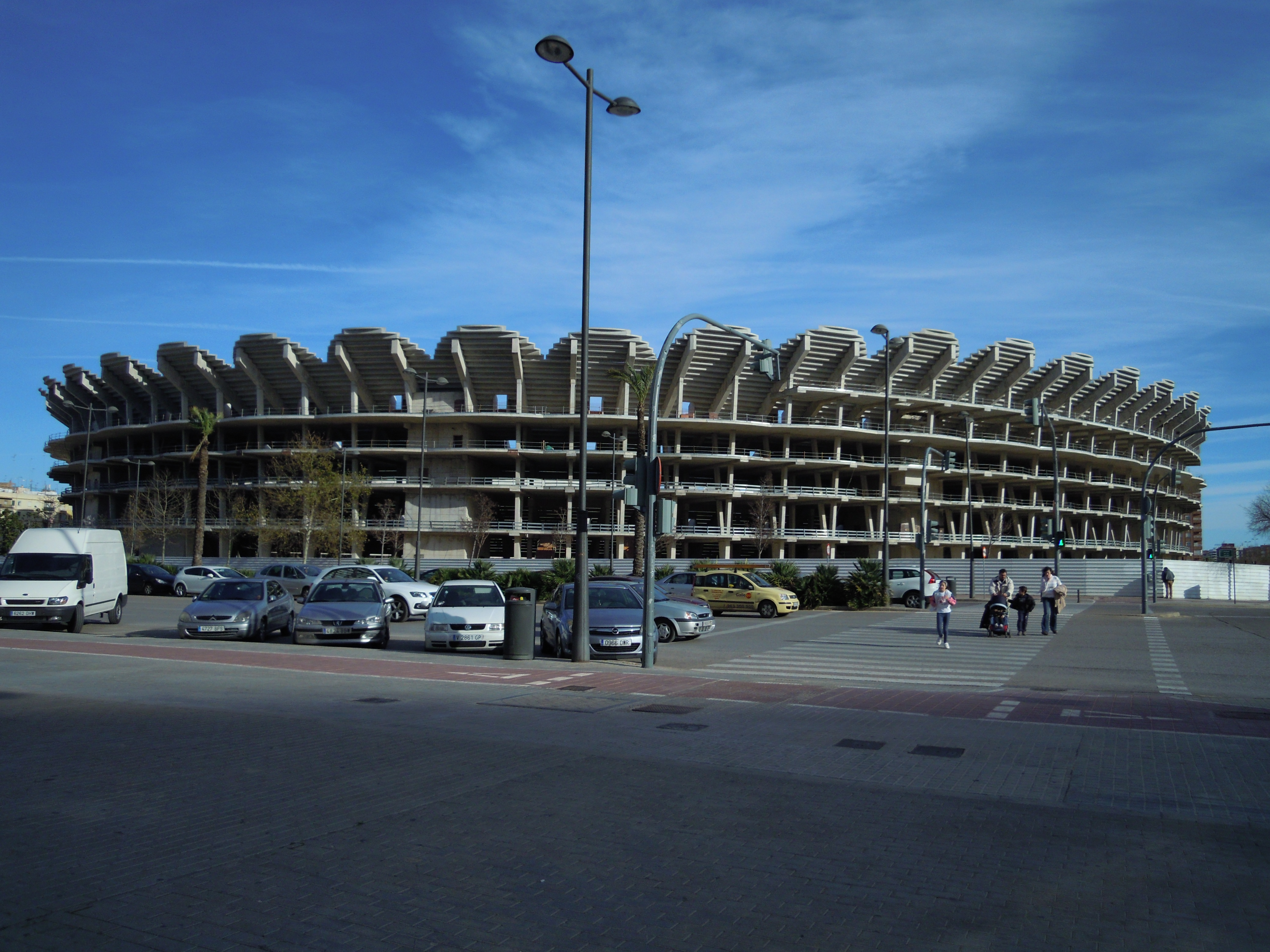
Estadio del Nou Mestalla en 2013

El club se ve inmerso en una deuda que asciende a los 547 millones de euros, la mayoría de los cuales a la entidad Bancaja, y se ve obligado a anunciar la paralización de las obras del estadio el 17 de febrero de 2009. La idea inicial de Juan Bautista Soler era la de financiar la construcción con la venta de las parcelas del viejo Mestalla, pero la crisis inmobiliaria española iniciada en 2008 imposibilitó la viabilidad de vender las parcelas al precio inicialmente estimado.
En junio de 2009 se aprobó una ampliación de capital en el Valencia Club de Fútbol con el objetivo de equilibrar la cuenta de resultados y poder reanudar lo antes posible la construcción del estadio. Con esta ampliación, la mayoría accionarial cambió de manos y la Fundación Valencia Club de Fútbol pasó a ser el nuevo máximo accionista de la entidad al obtener el 72% del accionariado (gracias a un crédito otorgado por Bancaja y avalado por el Instituto Valenciano de Finanzas del gobierno valenciano) y el club pasó a ser presidido por Manuel Llorente, que pasaría a controlar tanto la Fundación como el club.

### Planes para reanudar las obras

#### Newcoval
El 12 de diciembre de 2011 el club anunció un acuerdo oficial alcanzado con Bankia para financiar las obras del estadio y retomarlas así por fin, conocido como plan Newcoval. La entidad financiera se haría cargo de las parcelas del antiguo Mestalla, una de las premisas del pacto, y reduciría considerablemente la deuda del club con la entidad. 
Además el 3 de julio de 2012, el presidente Manuel Llorente presentó junto a la alcaldesa de la ciudad, Rita Barberá, un plan de Actuación Territorial Estratégica llamado Valencia Dinamiza, a través del cual se agilizaban todos los trámites necesarios para retomar las obras con la financiación acordada con Bankia. Se establecía un plazo de 22 meses a partir del reinicio de las obras, según Llorente en septiembre de 2012, para tener el estadio finalizado, lo que marcaba el año 2014 como fecha de finalización del estadio. Anunciaron también algunas modificaciones respecto al proyecto inicial, como el cambio en la cubierta que pasaría a ser de vidrio color azul, además de otros cambios técnicos que reducirían el coste final del estadio. Todas estas modificaciones se decidieron sin consultar al arquitecto del estadio, Mark Fenwick. 
El 20 de septiembre de 2012 Bankia rompió este acuerdo, al que había llegado con Manuel Llorente, para financiar la reanudación de las obras a cambio de bienes inmuebles del club, puesto que la entidad bancaria había sido intervenida y estaba bajo la supervisión de la Unión Europea, y esta impedía al banco aumentar su patrimonio inmobiliario al tenerlo ya muy elevado fruto de los múltiples desahucios de viviendas que tuvieron lugar en España. Bankia precisaba de liquidez, no de más inmuebles, lo cual obligaba al club a negociar una refinanciación de la deuda sin inmuebles por medio. Por tanto la construcción del estadio continuó paralizada sin ninguna fecha prevista su reanudación.

#### GloVal
El 13 de noviembre de 2013, sin todavía refinanciación de la deuda con Bankia, el nuevo consejo de administración del club presidido por Amadeo Salvo buscaba en el extranjero financiación para la reanudación de las obras, y tras un estudio anunció una considerable reducción del coste de finalización del estadio, que pasaría de los 160 millones previstos a 100 millones de euros. Esto implicaría nuevos cambios sobre el proyecto inicial, pero esta vez sí que se contó con la colaboración del prestigioso arquitecto Mark Fenwick. 
Así, se acondicionarían únicamente 225 de las 3.450 plazas de aparcamiento previstas, dejando las restantes para futuras remodelaciones. La cubierta ya no cubriría el 100% de los asientos sino solo el 75% (límite para que un estadio sea catalogado cinco estrellas por la UEFA), y se eliminaría la estructura secundaria que sostenía las placas de la fachada (la cubierta de vidrio color azul). Por otro lado, se dejaría de construir la zona terciaria que recae al noroeste y no se realizarán los acabados de palcos, restaurantes y zonas reservadas para que corran por cuenta de las empresas que se los queden en concesión. Además, el estadio vería reducido su aforo de las 75.000 a las 61.500 localidades mediante el aumento de la distancia entre asientos, potenciando con ello la comodidad de los espectadores. No obstante, el aforo podrá ser fácilmente ampliado si fuera necesario mediante la reducción de la mencionada distancia entre asientos. Lógicamente la reducción de aforo conllevará la reducción de las zonas de aseo previstas.
En diciembre de 2013, con varias opciones de inversores para terminar las obras del estadio, quedó todo nuevamente paralizado al abrirse la búsqueda de un inversor que comprase la mayoría accionarial del club (en poder de la Fundación Valencia CF) y pudiera afrontar la deuda con Bankia de 320 millones (220 del club y casi 100 de la Fundación Valencia CF).

#### Peter Lim
Tras un durísimo proceso de venta de las acciones, en 2014 se confirmó que sería la empresa Meriton Holdings del singapurés Peter Lim la que compraría las acciones y se comprometía a terminar el estadio antes del centenario del club en 2019. Al día siguiente de firmar la compra de las acciones, Lim visitó las obras paralizadas del estadio el 25 de octubre de 2014, y llegó a la conclusión de que había varias cosas que mejorar si se quería que el estadio fuese el motor económico del futuro del club, por tanto debía ser lo más rentable posible comercialmente y además se quería eliminar del proyecto la pista de atletismo que el ayuntamiento exigió en un principio. Este rediseño se le solicitó al arquitecto del estadio, Mark Fenwick, con un presupuesto entre 120 y 130 millones de euros, y sobre la base de tres puntos clave: una cubierta moderna y distinta a la inicial, acercar las gradas al terreno de juego, y mejorar la ubicación y visibilidad de los palcos vip.
El 20 de febrero de 2015 el Valencia CF y el Ayuntamiento de Valencia desbloquearon la primera pieza para la futura reanudación de las obras al llegar a un acuerdo para poner fin a la deuda de 19,8 millones de euros que el club debía al ayuntamiento por la permuta de las parcelas que ocupa el futuro estadio. El acuerdo fue de refinanciación a diez años con unos pagos inmediatos, unas cuotas anuales y una serie de garantías de cobro, anunciados por la alcaldesa Rita Barberá tras diversas reuniones con el presidente ejecutivo del club, Amadeo Salvo. El acuerdo de permuta se firmó el 10 de marzo de 2015 en el ayuntamiento, tras el cual el Valencia CF puede considerarse ya propietario del suelo del futuro estadio.
En la Junta General de Accionistas de noviembre de 2016, tras dos años sin información ni novedades respecto al proyecto del estadio ni su financiación, la presidenta Layhoon Chan confirmaba a los accionistas del club que el compromiso de tener el estadio construido en el año del centenario del club (2019) no iba a ser posible. "El proyecto del nuevo estadio es complejo y representa una gran inversión por parte del club. Debemos vender el antiguo Mestalla y el mercado inmobiliario en España no se ha recuperado mucho", declaró la presidenta.
A finales de 2017, ya con la presidencia del singapurés Anil Murthy, se presentó una maqueta con el rediseño del estadio propuesto por Mark Fenwick, con la eliminación de la cubierta exterior y con una reducción en el coste de unos 60 millones de euros.

#### ADU Mediterráneo
Aun así era imposible ponerse manos a la obra sin vender las parcelas del suelo del viejo Mestalla, así que en mayo de 2018 el club contrató a la consultora Deloitte para que gestionara la búsqueda de comprador para dichas parcelas y el traslado al nuevo estadio.
En abril de 2019, una vez terminados los actos del Centenario del club, el director general del club, Mateu Alemany, hacía oficial el acuerdo con la recién constituida cooperativa de viviendas ADU Mediterráneo para que adquiera el suelo de Mestalla y lleve a cabo su Proyecto Residencial Acequia de Mestalla, la opción más favorable para el club según la consultora Deloitte. La idea era tener a finales de ese año suficientes miembros en la cooperativa para aportar al club las garantías de pago necesarias para oficializar la venta y que el club pudiese retomar las obras del nuevo estadio, pero la fecha se extendió hasta el primer trimestre del siguiente año.
Los primeros meses de 2020 la cooperativa ADU Mediterráneo seguía afirmando que tendría las garantías listas antes del plazo establecido hasta el 31 de marzo, pero la complejidad de la operación y la previsión de que no presenten las garantías necesarias a tiempo hicieron a Peter Lim plantearse una alternativa en forma de ampliación de capital para poder finalizar el estadio y cumplir así los plazos marcados por la ATE (Actuación Territorial Estratégica). Finalmente el club comunicó que, al no darse las circunstancias para formalizar la operación, se daba por finalizado el periodo de exclusividad que tenía la oferta vinculante de ADU Mediterráneo, y que por tanto se estudiarían distintas alternativas.

#### Pérdida de los beneficios urbanísticos
A mediados de 2020 empezó la seria preocupación por incumplir los plazos marcados por la ATE (Actuación Territorial Estratégica) firmada con el gobierno valenciano, donde se estipulaba que en mayo de 2021 debía estar terminado el nuevo estadio con un espacio comercial anexo y con un polideportivo para el barrio de Benicalap. Los tiempos hacían ya imposible llevar a cabo la mudanza al nuevo estadio en el año 2021, lo cual inquietó a las instituciones y el propio alcalde de Valencia declaró que veía difícil prorrogar el plazo, y la vicealcaldesa declaró que incumplir los plazos supondría la pérdida por parte del club de la recalificación del viejo Mestalla valorada en unos 150 millones de euros.
El 9 de septiembre de 2020 el presidente Anil Murthy mantuvo una reunión en el Ayuntamiento de Valencia con el alcalde Joan Ribó donde se le dio al club un plazo de un año para retomar las obras del estadio. La inacción del club los meses posteriores hizo que desde el Ayuntamiento siguiera la preocupación, llegando a amenazar con pedir la suspensión de la ATE por incumplir el club los plazos.
El 27 de noviembre, tras varias declaraciones en prensa y ante la falta de reacción por parte del club, el alcalde hizo una comunicación oficial informando de que el club (promotor de la ATE) tendría hasta el 15 de mayo de 2021 como fecha límite para cumplir con sus obligaciones, o de lo contrario pedirán oficialmente la suspensión de la ATE. De producirse esta suspensión, el patrimonio neto del club podría caer a menos de la mitad de su capital social, pudiendo acarrear la disolución objetiva de la empresa según la Ley de Sociedades.
El 2 de marzo de 2021 se reunió el presidente del club, Anil Murthy, con el presidente de la Generalidad Valenciana, Ximo Puig, con el tema del estadio y de la prórroga de la ATE encima de la mesa, pero el club no presentó ninguna documentación más allá de su deseo o intención de prorrogar la ATE para tener más tiempo de encontrar financiación y de vender el suelo de Mestalla, algo a lo que el gobierno autonómico a priori se negó al no haber compromisos, plazos ni movimiento de las obras, y de ser concedida podría ser tumbada por la justicia.
En abril el club presentó al Ayuntamiento un anteproyecto del futuro polideportivo para el barrio de Benicalap, una de las obligaciones que adquirió en su día con la aprobación de la ATE, en principio como gesto de buena voluntad por parte del club, que también pidió la modificación de la ATE ampliando en 5 años más el plazo para terminar el estadio, hasta 2026. La idea del club era iniciar la construcción del polideportivo en enero de 2022 y las obras del estadio en 2024 para tenerlo terminado en 2026.
Finalmente el 29 de julio de 2022 fue declarada la caducidad de la ATE (Actuación Territorial Estratégica), con todos los beneficios que conllevaba para el club, por parte del gobierno de la Generalidad Valenciana. La representante del club, Layhoon Chan, declaró no entender el motivo por el que se declaraba caducada la ATE, ya que habían presentado varias propuestas los meses anteriores con distintas modificaciones para aproximarse a las obligaciones firmadas en la ATE.
Con todo esto el proyecto quedaba totalmente a expensas de un nuevo convenio entre el club y las autoridades para mantener los beneficios urbanísticos al club (como por ejemplo que el suelo del viejo Mestalla tenga un valor de uso residencial y no de uso deportivo). Estos beneficios se mantendrían si el club presentaba un proyecto que satisfaga las peticiones de las autoridades (formuladas en la desaparecida ATE), y el deseo de todas las partes parecía ser el de tener el nuevo estadio listo para ser uno de los candidatos a acoger partidos importantes de un hipotético Mundial en 2030.

#### Posible sede Mundial 2030
Tras las elecciones municipales en mayo de 2023 salió un nuevo equipo de gobierno municipal encabezado por la nueva alcaldesa María José Catalá. Uno de sus principales objetivos era desatascar el proyecto del estadio sin terminar, por lo que buscó consenso político para presentar una serie de condiciones al Valencia CF de Meriton Holdings a cambio de mantener beneficios urbanísticos en el suelo del viejo Mestalla. El club pedía al ayuntamiento flexibilidad en forma de avales y plazos, pero gran parte del valencianismo y de la sociedad valenciana pedía un contundente rechazo a dar cualquier beneficio a un magnate que llevaba nueve años en la ciudad sin mover ni una piedra del estadio, cuando estaba el convenio municipal en vigor, y con el equipo luchando por la permanencia.
En octubre de 2023 se hizo oficial que España sería uno de los países organizadores del Mundial 2030, así que Valencia presentó su candidatura a ser una de las sedes en el futuro Mestalla, pero para ello debían darse una serie de garantías y licencias que el nuevo equipo de gobierno del Ayuntamiento de Valencia estaba dispuesto a dar, con la excepción del teniente de alcalde Juan Manuel Badenas al considerar que el club de Meriton no cumplía aún los requisitos para otorgarle las licencias.
Finalmente el 12 de julio de 2024 el Ayuntamiento otorgó al club las licencias urbanísticas necesarias para reanudar la obra pero con una serie de hitos a cumplir, como tres meses para presentar el proyecto de ejecución del estadio y un calendario vinculante de ejecución de las obras, seis meses (hasta el 12 de enero de 2025) para el reinicio de las obras y un plazo máximo de 30 meses para finalizarlas. A pesar de todo, el 19 de julio la RFEF hizo públicas las 11 sedes españolas para el Mundial 2030 y la ciudad de Valencia no estaba entre ellas.

#### Reinicio de las obras
El 23 de julio de 2024, con el futuro estadio descartado por la RFEF para ser sede del Mundial 2030, el gobierno del Ayuntamiento de Valencia aprobó las fichas urbanísticas gracias a los votos a favor de PP, PSPV y Compromís para que el club pueda retomar las obras a cambio de una serie de obligaciones. El club por su parte aceptó el compromiso de reanudar las obras en un plazo máximo de 6 meses, es decir, antes del 12 de enero de 2025.
Once días antes, el 12 de julio, el Ayuntamiento ya otorgó la licencia de obra al club con duras exigencias respecto a los plazos de ejecución. El club contará con los 80 millones de euros aportados por CVC a través de LALIGA Impulso y con los 30 millones de euros de la venta de los terrenos terciarios anexos al futuro estadio a una filial del Grupo Atitlan.
La actualización final del diseño del estadio, presentado por el club en enero de 2024, incluía un exterior semejante a un tholos griego al ser de planta circular y rodeado por una columnata, una secuencia de columnas que sostendrían la cubierta y dejarían espacios abiertos a modo de balconadas para ser mucho más abierto y mediterráneo en su concepión. Tal como solicitó el ayuntamiento, el proyecto final de ejecución (con calendario vinculante de las obras) lo presentó el club el 11 de octubre de 2024 con un presupuesto para finalizar las obras de 139,7 millones de euros, ya con un aforo de 70.044 espectadores estando todos ellos a cubierto por una membrana tensada.
Finalmente el 10 de enero de 2025 se reiniciaron las obras del estadio con la previsión de tenerlo listo en verano de 2027, gracias en buena parte a un doble acuerdo con el fondo Goldman Sachs, que además refinanciaba toda la deuda del club.